# Leptodontium styriacum
Leptodontium styriacum là một loài Rêu trong họ Pottiaceae. Loài này được (Jur.) Limpr. mô tả khoa học đầu tiên năm 1888.